# Saint-Michel-de-Saint-Geoirs
Saint-Michel-de-Saint-Geoirs este o comună în departamentul Isère din sud-estul Franței. În 2009 avea o populație de 287 de locuitori.

## Evoluția populației
| An        | 1975 | 1982 | 1990 | 1999 | 2006 | 2009 |
| --------- | ---- | ---- | ---- | ---- | ---- | ---- |
| Populație | 203  | 237  | 222  | 247  | 322  | 287  |